# パリよ、永遠に
『パリよ、永遠に』（英語：Diplomacy、独語・仏語：Diplomatie）は、フォルカー・シュレンドルフ監督が、シリル・ゲリーの戯曲『Diplomatie』を映画化した2014年の独仏共同制作の歴史ドラマ映画。本作は、2014年2月12日に開催された第64回ベルリン国際映画祭でプレミア上映された。また、2014年8月のテルライド映画祭でも上映された。第40回セザール賞では、セザール賞最優秀脚本賞を受賞した。

## あらすじ
連合軍がパリに向かう中、アドルフ・ヒトラーはディートリヒ・フォン・コルティッツ将軍にパリの破壊を命じた。コルティッツ将軍は、ヘガー少尉を責任者とし、捕虜となったパリの技術者M・ランバンの助言を得て、パリの有名なランドマークの破壊とセーヌ川の氾濫を目的とした部隊を派遣した。狙われたのは、エッフェル塔、ルーブル美術館、コンコルド広場、ノートルダム大聖堂などのランドマークであった。
スウェーデンの外交官ラウル・ノルドリング（en:Raoul Nordling）は、ホテル・ムーリスにある将軍の執務室に秘密の通路を使って忍び込んだ。秘密裏に将軍と面会した彼は、パリの破壊によって罪のない人々の命が失われることを指摘し、破壊命令を実行しないように将軍に要請した。しかし、将軍は納得しなかった。
ドイツ軍の警備隊に対し、パリ市民を始めとしてレジスタンスが蜂起し始める。戦闘が徐々に通りを埋めていく。コルティッツ将軍は、ノルドリングに、ナチス政府が将校の家族を処罰する内務規定を出していることを明かす。ノルドリングはその有効性を軽視しようとするが、将軍はその規定が自分が昇進した直後に制定されたことを指摘する。それは、ヒトラーがコルティッツを目の敵にしていることを意味していた。
ノルドリングは、フランスのレジスタンスに、コルティッツの家族を避難させるチャンスを与える。ノルドリングは、自分がコルティッツの立場だったら、家族を救うこととパリを救うことのどちらかを選ぶことはできないと告白する。しかし、パリを選べば、世界は彼を英雄として記憶するだろうと将軍に告げる。熟考の末、コルティッツは破壊命令の実行を中止した。中止命令を受け入れられないヘガー少尉は破壊命令を実行しようとするが、ランバンに撃たれてしまう。
ナチス・ドイツ崩壊後、コルティッツは以前のセヴァストポリ包囲戦での行動が原因で2年間の獄中生活を送ることになる。ノルドリングはパリでコルティッツを説得したことで勲章を授与されるが、本当の英雄はコルティッツだと認め、彼に勲章を渡した。

## キャスト
- ラウル・ノルドリング - アンドレ・デュソリエ
- フォン・コルティッツ将軍 - ニエル・アレストリュプ
- ヴェルナー・エベルナッハ大尉 - ブルクハルト・クラウスナー
- Bressensdorf少尉 - ロベルト・シュタットローバー
- コンシェルジュ - チャーリー・ネルソン
- ジャック・ランバン - ジャン=マルク・ルーロ
- メイヤー伍長 - ステファン・ウィルケニング
- ヘガー少尉 - トーマス・アーノルド

## 批評家による評価
この映画は、批評家の間でも高い評価を受けた。レビュー集計サイトのRotten Tomatoesによると、45人の批評家のうち93％が本作に好意的な評価を与え、平均評価は7.4/10となっている。同サイトのコンセンサスによると、「筋書よりもキャラクター開発やスマートな対話を重視する映画ファンにとって、『Diplomacy』は豊かでパワフルな演技の報酬をもたらす」とのこと。
kinocritics.comのBrenda Benthien氏は、この「演劇的な力作」を「シュレンドルフ監督の愛するパリへのバレンタイン」であると評価している。